# Episodi di Vita da strega (terza stagione)
Questa voce contiene trame, dettagli e crediti dei registi e degli sceneggiatori della terza stagione della serie televisiva Vita da strega.
Negli Stati Uniti, la serie andò in onda sulla ABC dal 15 settembre 1966 al 4 maggio 1967.
In italiano, la stagione fu trasmessa da Telemontecarlo tra il 18 febbraio e il 22 marzo 1979.
| nº | Titolo originale                               | Titolo italiano                  | Prima TV USA      | Prima TV Italia  |
| -- | ---------------------------------------------- | -------------------------------- | ----------------- | ---------------- |
| 1  | Nobody's perfect                               | Nessuno è perfetto               | 15 settembre 1966 | 18 febbraio 1979 |
| 2  | The moment of truth                            | Il momento della verità          | 22 settembre 1966 | 19 febbraio 1979 |
| 3  | Witches and warlocks are my favourite thing    | Streghe e stregoni: che passioni | 29 settembre 1966 | 20 febbraio 1979 |
| 4  | Accidental twins                               | Un bambino in più                | 6 ottobre 1966    | 21 febbraio 1979 |
| 5  | A most unusual wood nymph                      | Una strana ninfa                 | 13 ottobre 1966   | 22 febbraio 1979 |
| 6  | Endora moves in for a spell                    | Il trasloco di Endora            | 20 ottobre 1966   | 23 febbraio 1979 |
| 7  | Twitch or treat                                | Streghe party                    | 27 ottobre 1966   | 24 febbraio 1979 |
| 8  | Dangerous diaper Dan                           | Spionaggio intellettuale         | 3 novembre 1966   | 25 febbraio 1979 |
| 9  | The short, happy circuit of aunt Clara         | Black out per 12 stati           | 10 novembre 1966  | 26 febbraio 1979 |
| 10 | I'd rather twitch than fight                   | La giacca sportiva               | 17 novembre 1966  | 27 febbraio 1979 |
| 11 | Oedipus hex                                    | Comitato di beneficenza          | 24 novembre 1966  | 28 febbraio 1979 |
| 12 | Sam's spooky chair                             | La sedia stregata                | 1º dicembre 1966  | 1º marzo 1979    |
| 13 | My friend Ben                                  | Il mio amico Ben                 | 8 dicembre 1966   | 2 marzo 1979     |
| 14 | Samantha for the defense                       | Samantha in tribunale            | 15 dicembre 1966  | 3 marzo 1979     |
| 15 | A gazebo never forgets                         | Un elefante a pois               | 22 dicembre 1966  | 4 marzo 1979     |
| 16 | Soap box dDerby                                | La storia di Johnny              | 29 dicembre 1966  | 5 marzo 1979     |
| 17 | Sam in the moon                                | Samantha sulla luna              | 5 gennaio 1967    | 6 marzo 1979     |
| 18 | Ho Ho, the clown                               | Il clown ho-ho                   | 12 gennaio 1967   | 7 marzo 1979     |
| 19 | Super car                                      | Il regalo di Endora              | 19 gennaio 1967   | 8 marzo 1979     |
| 20 | The corn is as high as a guernsey's Eye        | Un regalo del signor Morton      | 26 gennaio 1967   | 9 marzo 1979     |
| 21 | The trial and error of aunt Clara              | Il processo di zia Clara         | 2 febbraio 1967   | 10 marzo 1979    |
| 22 | Three wishes                                   | Darrin si vendica                | 9 febbraio 1967   | 11 marzo 1979    |
| 23 | I remember You... sometimes                    | Ti ricordo qualche volta...      | 16 febbraio 1967  | 12 marzo 1979    |
| 24 | Art for Sam's sake                             | Per amore di Samantha            | 23 febbraio 1967  | 13 marzo 1979    |
| 25 | Charlie Harper, winner                         | Charlie Harper, uomo di successo | 2 marzo 1967      | 14 marzo 1979    |
| 26 | Aunt Clara's Victoria victory                  | Anche le streghe invecchiano     | 9 marzo 1967      | 15 marzo 1979    |
| 27 | The crone of cowder                            | La vecchia della montagna        | 16 marzo 1967     | 16 marzo 1979    |
| 28 | No more Mr. Nice guy                           | Antipatico per magia             | 23 marzo 1967     | 17 marzo 1979    |
| 29 | It's wishcraft                                 | Quattro streghe e un incantesimo | 30 marzo 1967     | 18 marzo 1979    |
| 30 | How to fail in business with all kinds of help | Come fallire negli affari        | 6 aprile 1967     | 19 marzo 1979    |
| 31 | Bewitched, bothered, and infuriated            | La strega infuriata              | 13 aprile 1967    | 20 marzo 1979    |
| 32 | Nobody but a frog knows how to live            | Solo le rane sanno vivere        | 27 aprile 1967    | 21 marzo 1979    |
| 33 | There's gold in them thar pills                | Le pillole d'oro                 | 4 maggio 1967     | 22 marzo 1979    |